# Lundskinn
Lundskinn (Sistotremastrum niveocremeum) är en svampart som först beskrevs av Höhn. & Litsch., och fick sitt nu gällande namn av J. Erikss. 1958. Enligt Catalogue of Life ingår Lundskinn i släktet Sistotremastrum,  och familjen Hydnodontaceae, men enligt Dyntaxa är tillhörigheten istället släktet Sistotremastrum,  och familjen Sistotremataceae. Arten är reproducerande i Sverige. Inga underarter finns listade i Catalogue of Life.